# Quroglaciären
Quroglaciären (georgiska: ყუროს მყინვარი, Quros mqinvari) är en glaciär i nordöstra Georgien, i regionen Mtscheta-Mtianeti. Närmaste större samhälle är Stepantsminda, 5 km åt sydväst.